# Norbert Lemire
Norbert Lemire, né à Ste-Rose-de-Poularies en Abitibi-Témiscamingue au Québec le 24 mars 1949, est un artiste peintre spécialisé en aquarelle.

## Biographie
De 16 à 19 ans, il travaille à la mine Wasamac. Vers 23 ans, il devient maquettiste au journal La Frontière de Rouyn-Noranda.
En 1972, il suit un cours de dessin et de peinture à la Guilde d'art de Rouyn-Noranda. En 1982, il fait un atelier intensif avec Louis Bouekout à Saint-André-Avellin.
Dans les années 1980, il se fait offrir un poste de direction aux Éditions Québecor, nouvellement fondées par Pierre Péladeau. Il décline l'offre optant pour la peinture. En 1981, il se met à la peinture à temps plein et réalise sa première exposition solo. Il fait son apprentissage auprès des maîtres Jean-Paul Ladouceur au Studio Balaquar de Laval.
De 1984 à 1986, il étudie en arts plastiques à l'Université du Québec à Montréal.
De 1985 à 1986, il est illustrateur pour la revue Sentier Chasse-Pêche.
De 1993 à 1996, il est à la conception et aux modelage de marionnettes pour l'émission Fred & Cie. de Radio-Canada.
En 1996, 100 000 copies du signet réalisé par Norbert Lemire ont été achetées par les bibliothèques de l’Outaouais.
En 1997, il effectue un stage de perfectionnement avec Don Andrews.

## Vie personnelle
Il a trois enfants. Ses deux filles, Julie et Charlotte, sont aussi artistes peintres.
Il est le frère de l'autrice Margot Lemire.

## Expositions (sommaire)
- 1973 : exposition régionale de Rouyn-Noranda[3]
- 1987 : Salon de l'aquarelle, Complexe Guy-Favreau, Montréal
- 1988 : Biennale des dessins, peintures et estampes, Centre d'exposition de Rouyn-Noranda
- 1990 : Premier symposium de peinture grand format en Abitibi Témiscamingue
- 1996 : artiste-invité d'honneur au Symposium d'aquarelle d'Alma
- 1997 : exposition à la salle d'exposition de la bibliothèque de Neufchâtel
- 1998 : exposition à la bibliothèque Gabrielle Roy, Ste-Foy
- 2006 : exposition au Centre culturel de Montebello
- 2013 : Intra-terrestres[8]
- 2015 : Ssymposium de peinture du Témiscamingue[9]
- 2017 : Aquarelle, Fontaine des arts
- 2023 : De pair en filles, Fontaine des arts[6]

## Publications
- 1983 : 100 vignettes, Radio-Nord
- 1983 : Reflet d'un pays, Radio-Québec
- 1989 : 90 Transparences, Les éditions Louis Bruens
- 1990 : L'Abitibi-Témiscamingue en peinture, Éditions Roussan
- 1992 : 92 Transparences, Les éditions Louis Bruens
- 1997 : L'Aquarelliste, revue de la Société canadienne de l'aquarelle

## Honneurs
- 1973 : 2e prix - exposition Régionale de Rouyn-Noranda
- 1988 : membre élu de la Société canadienne de l'aquarelle[10]
- 1999 : 2e prix - symposium Alma Aquarelle en ville, oeuvre acquise par Loto-Québec
- 2005 : invité d'honneur Symposium de la Montagne Coupée, Mauricie
- 2006 : 1er prix - Société canadienne de l’aquarelle
- 2007 : invité d'honneur au Symposium du Lac-Beauport
- 2015 : 1er prix du jury et prix du public au symposium de Peinture de Lorrainville, Abitibi-Témiscamingue
- 2016 : 1er prix Olivier Toupin - Atelier d’aquarelle de Québec (AAQ), Québec